# Blumea obliqua
Blumea obliqua là một loài thực vật có hoa trong họ Cúc. Loài này được (L.) Druce mô tả khoa học đầu tiên năm 1917.